# Commandement des troupes de protection
Le Haut Commandement des troupes de protection, depuis mai 1907 Commandement des troupes de protection, est l'autorité administrative militaire centrale des Troupes de protection Impériales allemandes et constitue le quatrième département (M) de l'Office impérial aux Colonies. Le nom officiel est trompeur, car l’autorité n’a pas de fonctions de gestion réelles. L'autorité de commandement militaire appartient aux gouverneurs de chaque colonie allemande

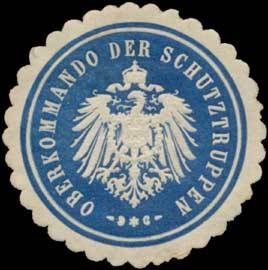
Sceau du Haut Commandement des troupes de protection

## Structure et subordination
À partir de 1908, le commandement est divisé en sections chargées de l'organisation, du règlement du service, des questions de personnel, de l'habillement, de l'armement et de l'équipement, des questions d'invalidité et de remplacement, ainsi que de la justice, de la santé, de l'administration et des transports. Dans les colonies, les affaires administratives de la troupe de protection sont menées par le bureau de l'intendant, sous la supervision du gouverneur et la direction générale du commandant de la troupe de protection. Les autorités administratives inférieures de la troupe de protection, telles que les administrations des magasins, les administrations des garnisons, les administrations des constructions militaires, les dépôts de vêtements, les administrations des hôpitaux et les administrations du trésor, lui sont subordonnées. Le règlement administratif des troupes de protection est basé sur le règlement de l'administration de l'armée.

## Histoire
Peu à peu, des unités armées sont créées dans les colonies allemandes fondées en 1884 pour faire valoir les revendications de souveraineté des sociétés coloniales et de l'Empire allemand. Dans la plupart des cas, il s’agit d’unités de police. Dans les colonies de l’Afrique orientale allemande, du Sud-Ouest africain allemand et du Cameroun la résistance de la population locale est si forte qu’elle forme des unités militaires appelées « troupes de protection ». De 1891 à 1896, ils sont d'abord subordonnés à l'Office du Reich à la Marine, puis à l'Office impérial aux Colonies sous l'égide de l'Office des Affaires étrangères. Un décret impérial du 17 mai 1907 stipule que « le Département colonial, jusqu'alors rattaché au Ministère des Affaires étrangères, doit désormais former avec le Haut Commandement des troupes de protection une autorité centrale spéciale directement subordonnée au chancelier impérial sous le nom de Office impérial colonial. » Après la Première Guerre mondiale, la dissolution des troupes de protection est ordonnée en octobre 1919, et avec elle le « Commandement des troupes de protection ».